# Selaginella lyallii
Selaginella lyallii är en mosslummerväxtart som först beskrevs av William Jackson Hooker och Grev., och fick sitt nu gällande namn av Antoine Frédéric Spring. Selaginella lyallii ingår i släktet mosslumrar, och familjen mosslummerväxter. Inga underarter finns listade i Catalogue of Life.